# Jonas Burgert
Jonas Burgert (Berlim-Ocidental, 1969) é um pintor contemporâneo. Vive e trabalha em sua cidade natal.

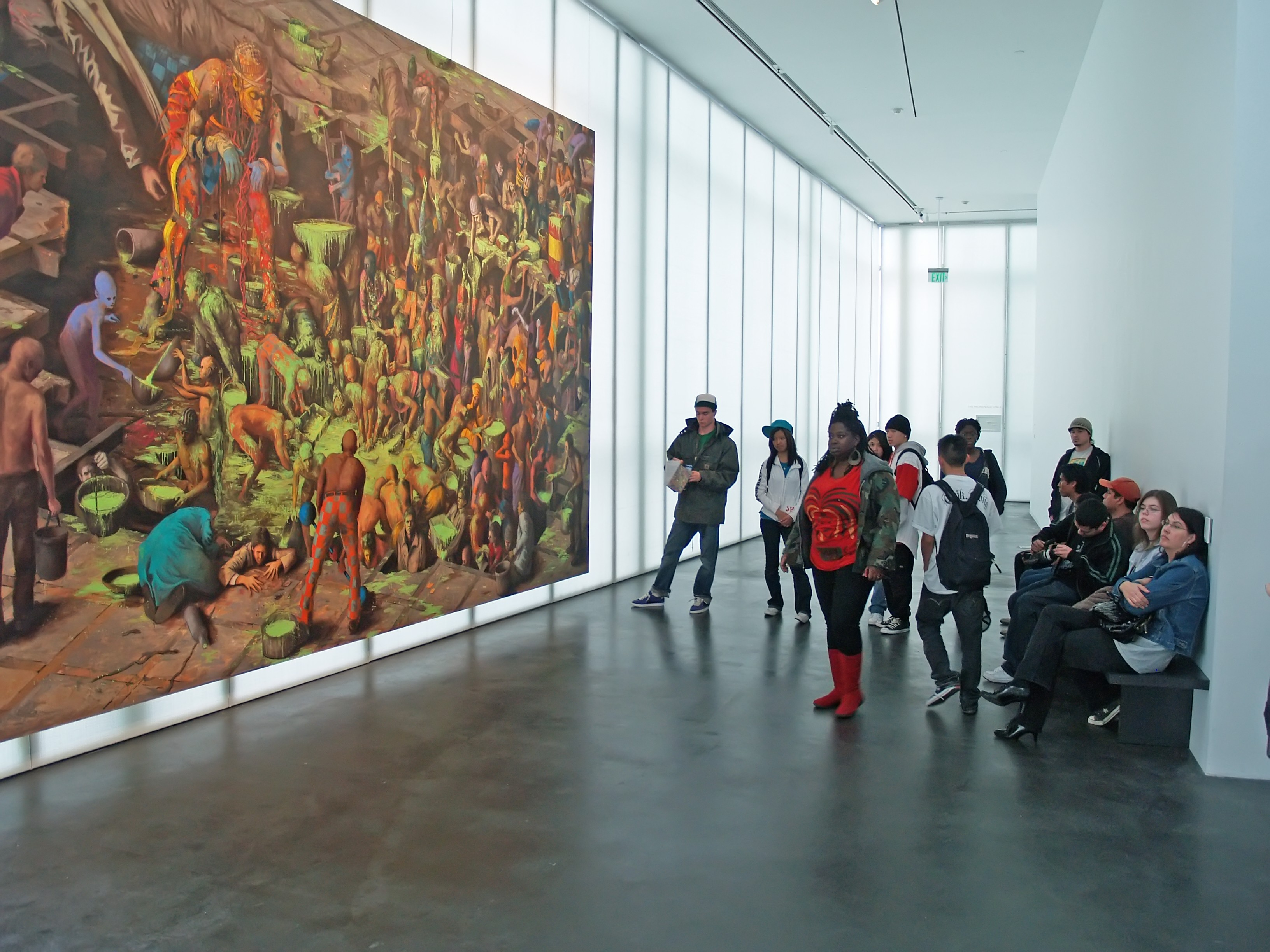
Apresentação da pintura "Zweiter Tag Nichts" (Segundo dia nada) no Museu de Arte Contemporânea de Denver.

## Biografia
Jonas Burgert estudou de 1991 a 1996 na Berliner Hochschule der Künste (UdK)-Academia de Artes de Berlim, Em 1997 foi aluno de  mestrado de Dieter Hacker. Entre 1998 e 2000 obteve uma bolsa de incentivo da UdK Berlim e uma bolsa de viagem que lhe permitiu uma estadia no Egito.
Juntamente com o artista Ingolf Keiner desenvolveu em 1999 a série "Fraktale" (Fractais), exposta até o momento quatro vezes em diversos locais espetaculares: a última teve lugar em 2005 no Palast der Republik, última exposição antes que este imóvel fosse demolido.

## Obra
Em suas primeiras pinturas, sempre de grandes dimensões, Burgert distribuía ornamentos penetrantes, cercados de motivos orientais e estruturas celulares. Símbolos e motivos de culturas antigas tinham, já em suas pinturas abstratas, um papel central, tal como as citações à arte mortuária do Egito antigo. A partir de 2003 as figuras conquistam suas pinturas. A princípio animais, e mais tarde seres humanos em comportamentos que freqüentemente parecem proceder de ritos arcaicos.
Seus mundos completamente independentes, construídos com uma lógica própria, são habitados por xamãs, que esbarram em cidadãos das grandes cidades modernas, personagens da Commedia dell'arte e esqueletos de antigos entalhes vagando na hostilidade urbana - juntamente com presença emblemática dos animais. As grandes superfícies de suas imagens - Muros, Ruas, Pisos - são aí como membranas que se impoem sobre 
um atrás desconhecido, mas sempre sugerido por sua arte.
As imagens pintadas com virtuosismo por Burgert são enigmas, que tratam das culturas próximas e das estranhas, da confiança e da afeição, da luta e da auto-afirmação, da vida e da morte.
Jonas Burgert: "Penso que a pintura deve buscar a captura de alguma coisa de atemporal."

## Exposições (Coletânea)
- 2007 "Weltempfänger", Hamburger Kunsthalle, Hamburgo
- 2007 "Rocker Island", Folkwang Museum, Essen
- 2007 "Wonderwall - Constructing the Sublime", Tomio Kuyama Gallery, Tóquio
- 2006 Produzentengalerie, Hamburg (Individual)
- 2005 Fraktale IV "Tod", Palast der Republik, Berlim
- 2005 presente: Geschichtenerzähler (Contadores de histórias), Hamburger Kunsthalle, Hamburgo
- 2003 Fraktale III "Faktor Transzendenz", U-Bahnhof Reichstag, Berlim
- 2001 Fraktale II "Mensch baut Mensch", Pfefferberg, Berlim
- 1999 Fraktale I "Relikt ist Keim", Parochialkirche, Berlim
- 1998 Junge Akademie, Akademie der Künste, Berlim

## Coleções
Há obras de Burgert nas seguintes coleções:
- Hamburger Kunsthalle. (Alemão)
- Coleção Falckenberg, Hamburgo. (Alemão)
- Coleção Olbricht. (Alemão)
- Coleção Plum
- Coleção Sander, Berlim
- Saatchi Collection, Londres. (Inglês)
- The Logan Collection Vail. (Inglês)
- bem como em inúmeras coleções particulares internacionais.